# Heteropseudinca moseri
Heteropseudinca moseri är en skalbaggsart som beskrevs av Hauser 1904. Heteropseudinca moseri ingår i släktet Heteropseudinca och familjen Cetoniidae. Inga underarter finns listade i Catalogue of Life.